# Marc (napój alkoholowy)
Marc – francuski winiak produkowany z wytłoków winogronowych. Jest to odpowiednik włoskiej grappy i portugalskiej bagaceiry. Napój zawiera 40-45% alkoholu.
Najbardziej znane rodzaje tego trunku pochodzą z Burgundii (Marc de Bourgogne) oraz Szampanii (Marc de Champagne). Na mniejszą skalę produkuje się go także w Alzacji, Prowansji i francuskiej Jurze.
Wybijające się taniny powodują, że marc nie nadaje się do koktajli. Pije się go bez mieszania, często po posiłku jako sprzyjający trawieniu digestif.